# Prokuplje
Prokuplje (Servisch: Прокупље) is een gemeente gelegen in het district Toplica in Centraal-Servië. In 2002 telde de stad 27.673 inwoners.

## Plaatsen in de gemeente
| - Arbanaška - Babin Potok - Babotinac - Bajčince - Balinovac - Balčak - Bace - Bela Voda - Beli Kamen - Belogoš - Beloljin - Berilje - Bogujevac - Bregovina - Bresnik - Bresničić - Bublica - Bukuloram - Bulatovac - Bučince - Velika Plana - Vidovača - Viča - Vlasovo - Vodice - Glasovik - Gojinovac - Gornja Bejašnica - Gornja Bresnica - Gornja Konjuša - Gornja Rečica - Gornja Stražava | - Gornja Toponica - Gornja Trnava - Gornje Kordince - Gornji Statovac - Grabovac - Gubetin - Dobrotić - Donja Bejašnica - Donja Bresnica - Donja Konjuša - Donja Rečica - Donja Stražava - Donja Toponica - Donja Trnava - Donje Kordince - Donji Statovac - Dragi Deo - Drenovac - Đurovac - Đušnica - Žitni Potok - Zdravinje - Zlata - Jabučevo - Jovine Livade - Jugovac - Kaludra - Klisurica - Kožince - Končić - Kondželj - Kostenica | - Krnji Grad - Kruševica - Mađere - Mala Plana - Mačina - Merovac - Mikulovac - Miljkovica - Mrljak - Mršelj - Nova Božurna - Novi Đurovac - Novo Selo - Obrtince - Pasjača - Pašinac - Pestiš - Petrovac - Piskalje - Pločnik - Potočić - Prekadin - Prekašnica - Prekopuce - Prokuplje - Rankova Reka - Rastovnica - Rgaje - Reljinac - Resinac - Selište - Smrdan | - Srednji Statovac - Stari Đurovac - Staro Selo - Tovrljane - Trnovi Laz - Tulare - Ćukovac - Džigolj - Ševiš - Široke Njive - Šišmanovac |

## Geboren
- Dušan Đokić (20 februari 1980), voetballer